# Боніта-Спрінгс
Боніта-Спрінгс (англ. Bonita Springs) — місто (англ. city) в США, в окрузі Лі на півдні штату Флорида, на узбережжі затоки Естеро Мексиканської затоки Атлантичного океану. Населення — 53 644 особи (2020); агломерації Кейп-Корал- Форт-Маєрс — 586,908 тисяч осіб (2009 рік).

## Географія
Боніта-Спрінгс розташована за координатами 26°21′27″ пн. ш. 81°47′13″ зх. д. / 26.35750° пн. ш. 81.78694° зх. д. (26.357498, -81.786929).  За даними Бюро перепису населення США в 2010 році місто мало площу 120,10 км², з яких 99,97 км² — суходіл та 20,13 км² — водойми.

## Демографія
Згідно з переписом 2010 року, у місті мешкало 43 914 осіб у 20 017 домогосподарствах у складі 13 124 родин. Густота населення становила 366 осіб/км².  Було 31716 помешкань (264/км²).
Расовий склад населення:
| - 88,8 % — білих - 1,0 % — азіатів - 0,8 % — чорних або афроамериканців - 0,5 % — корінних американців - 0,1 % — вихідців з тихоокеанських островів - 7,3 % — осіб інших рас |

До двох чи більше рас належало 1,4 %. Частка іспаномовних становила 22,5 % від усіх жителів.
За віковим діапазоном населення розподілялося таким чином: 13,8 % — особи молодші 18 років, 52,4 % — особи у віці 18—64 років, 33,8 % — особи у віці 65 років та старші. Медіана віку мешканця становила 55,2 року. На 100 осіб жіночої статі у місті припадало 101,8 чоловіків;  на 100 жінок у віці від 18 років та старших — 100,9 чоловіків також старших 18 років.
Середній дохід на одне домашнє господарство  становив 90 821 долар США (медіана — 53 955), а середній дохід на одну сім'ю — 106 019 доларів (медіана — 66 186). Медіана доходів становила 33 066 доларів для чоловіків та 35 099 доларів для жінок. За межею бідності перебувало 18,5 % осіб, у тому числі 42,7 % дітей у віці до 18 років та 5,5 % осіб у віці 65 років та старших.
Цивільне працевлаштоване населення становило 17 416 осіб. Основні галузі зайнятості: науковці, спеціалісти, менеджери — 19,8 %, мистецтво, розваги та відпочинок — 17,4 %, роздрібна торгівля — 14,3 %, освіта, охорона здоров'я та соціальна допомога — 14,0 %.

## Галерея

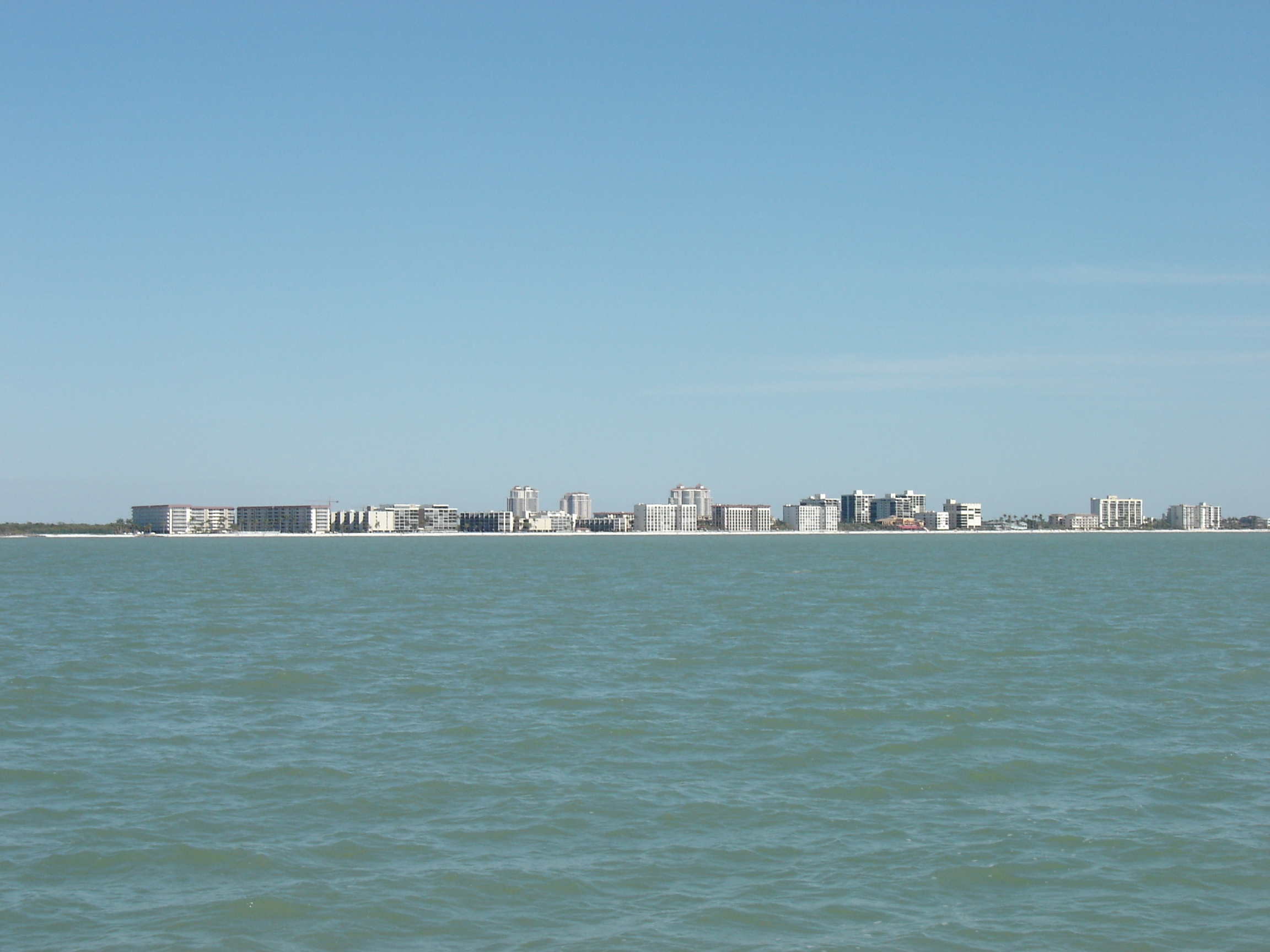
Панорама міста з Мексиканської затоки
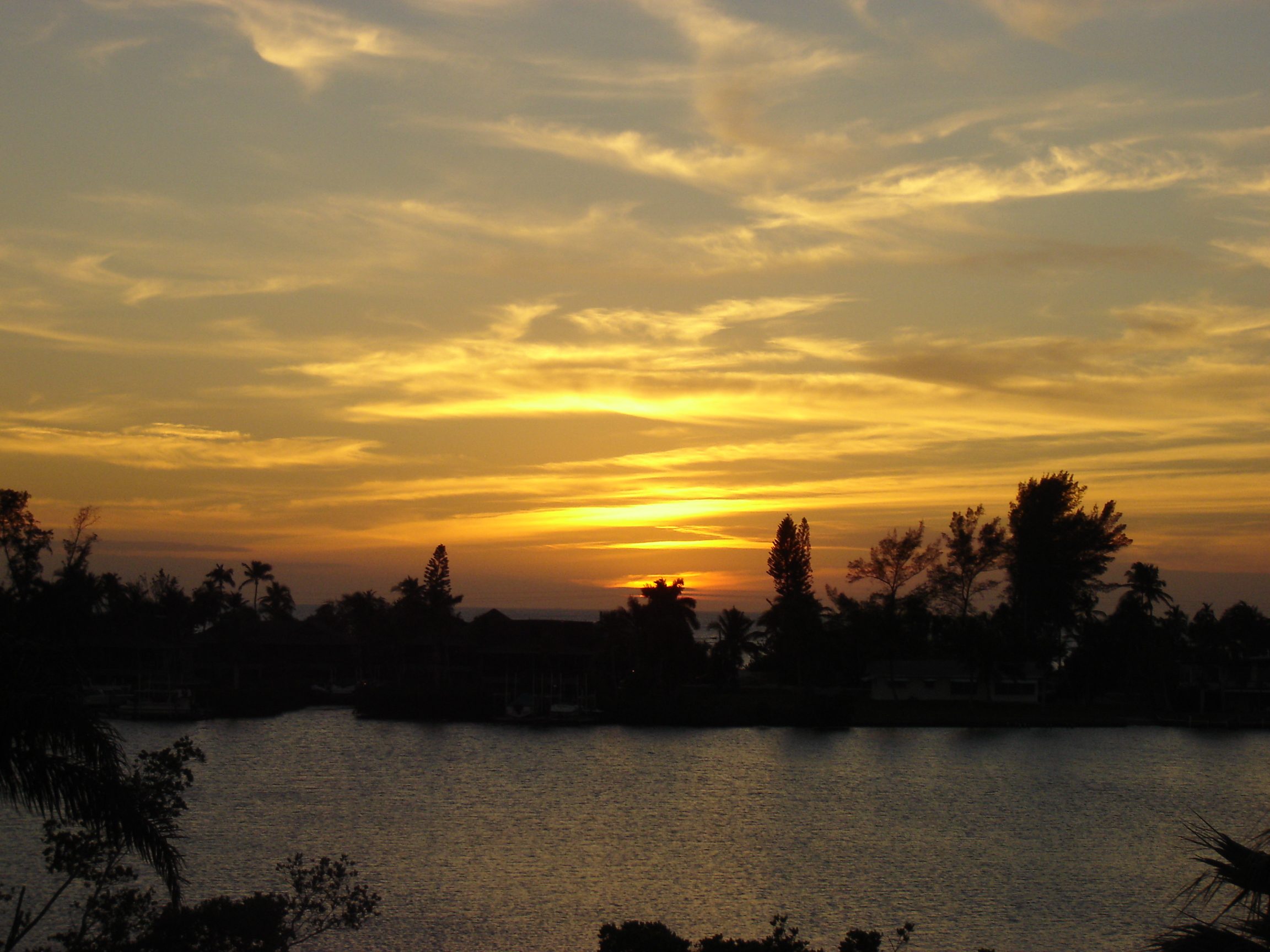
Захід сонця у затоці Боніта